# بنك ديسكونت إسرائيل
بنك ديسكونت إسرائيل (بالعبرية: בנק דיסקונט לישראל בע"מ) ومعروف ببنك ديسكونت هو مصرف إسرائيلي. تأسس في 1935. يقع مقره في تل أبيب. وهو واحد من ثلاث أكبر بنوك في إسرائيل،

## وصلات خارجية
- الموقع الإلكتروني